# Sternhaariges Frühlings-Fingerkraut
Das Sternhaarige Frühlings-Fingerkraut (Potentilla pusilla), auch Flaum-Fingerkraut genannt, ist eine Pflanzenart der Gattung der Fingerkräuter (Potentilla) in der Familie der Rosengewächse (Rosaceae). Das Artepitheton pusilla leitet sich vom lateinischen Wort pusillus für winzig, schwach ab.

## Beschreibung

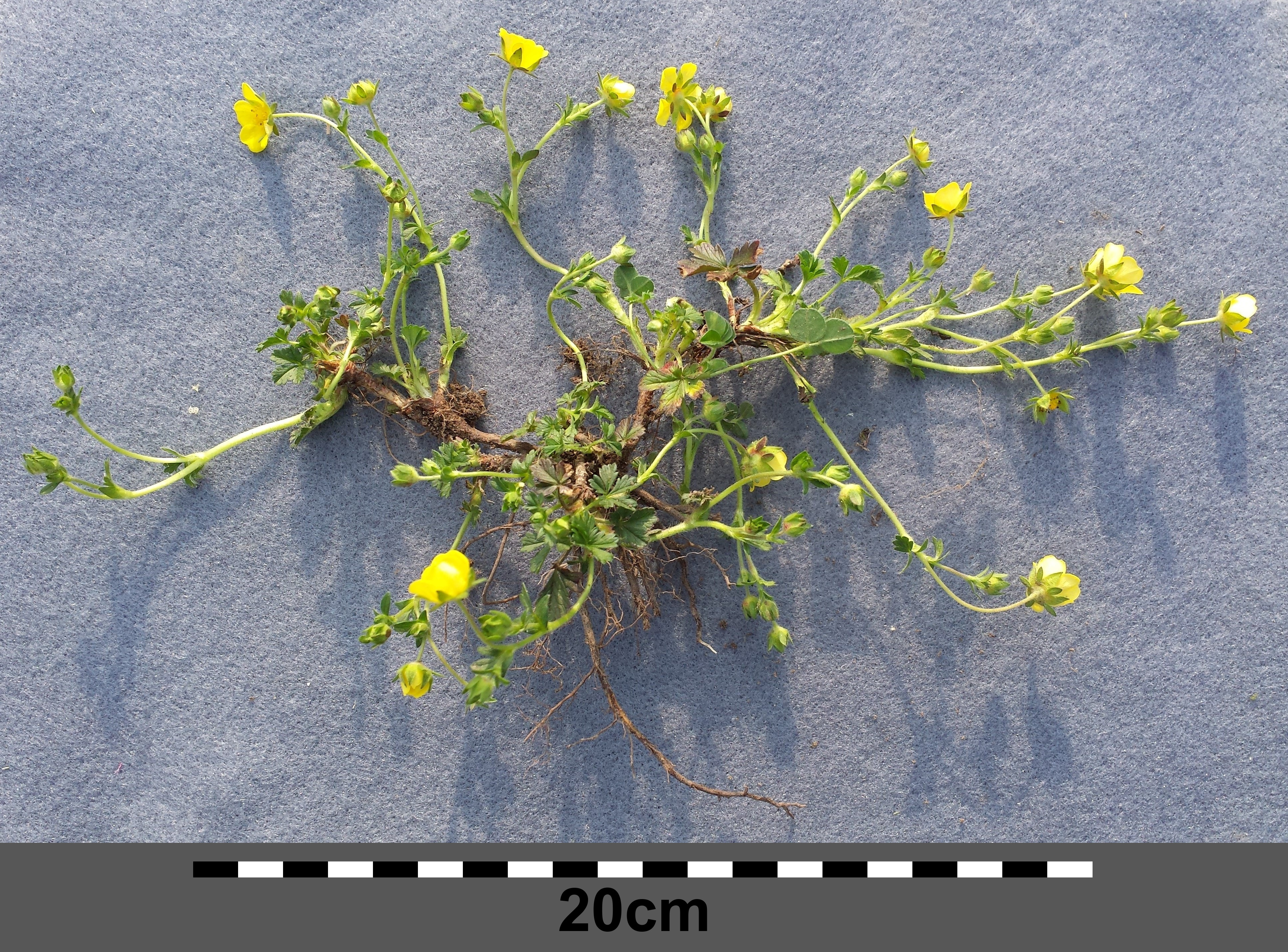
Die Art weist ein ausläuferartig verlängertes Rhizom auf.

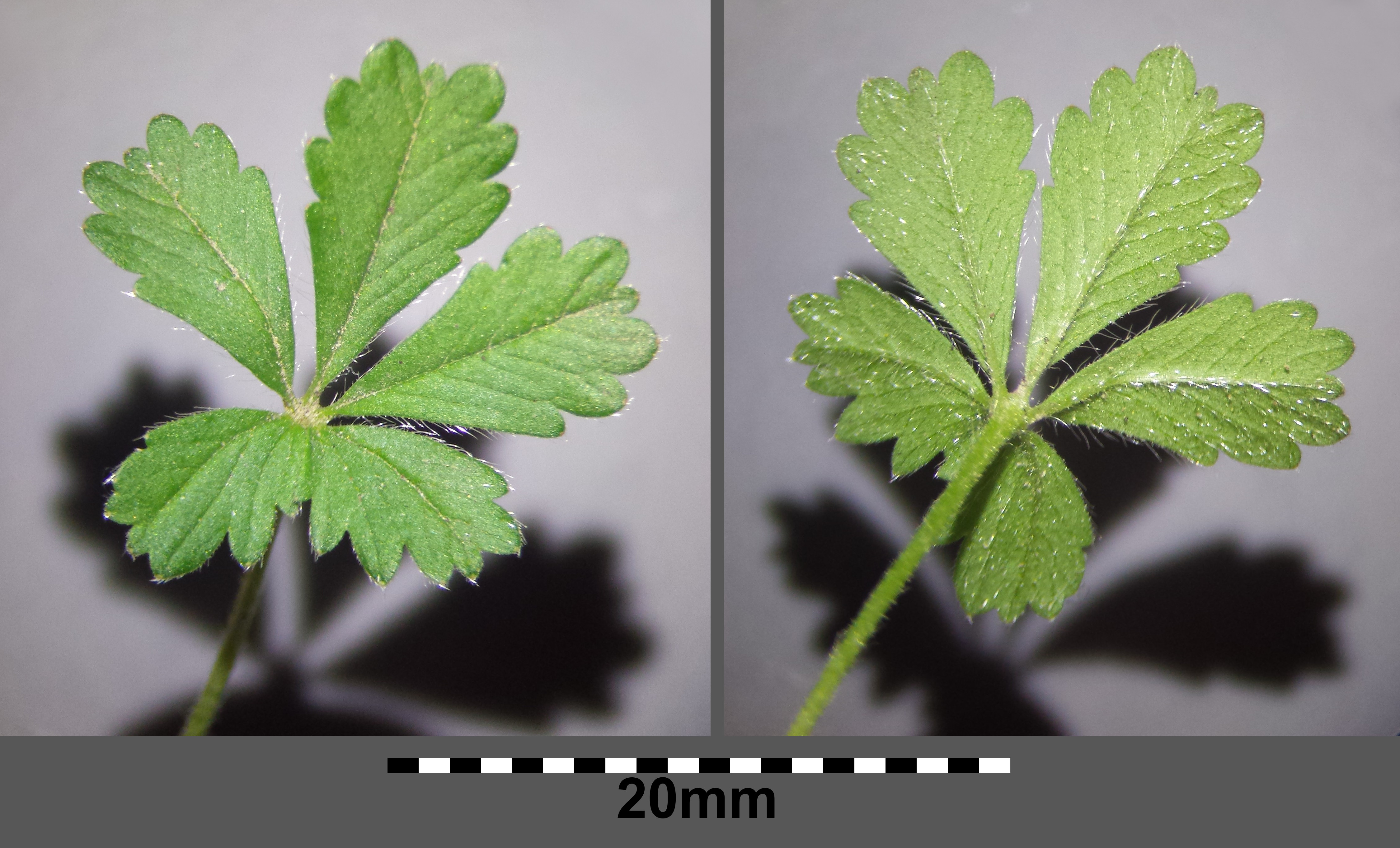
Laubblatt (Ober- und Unterseite)

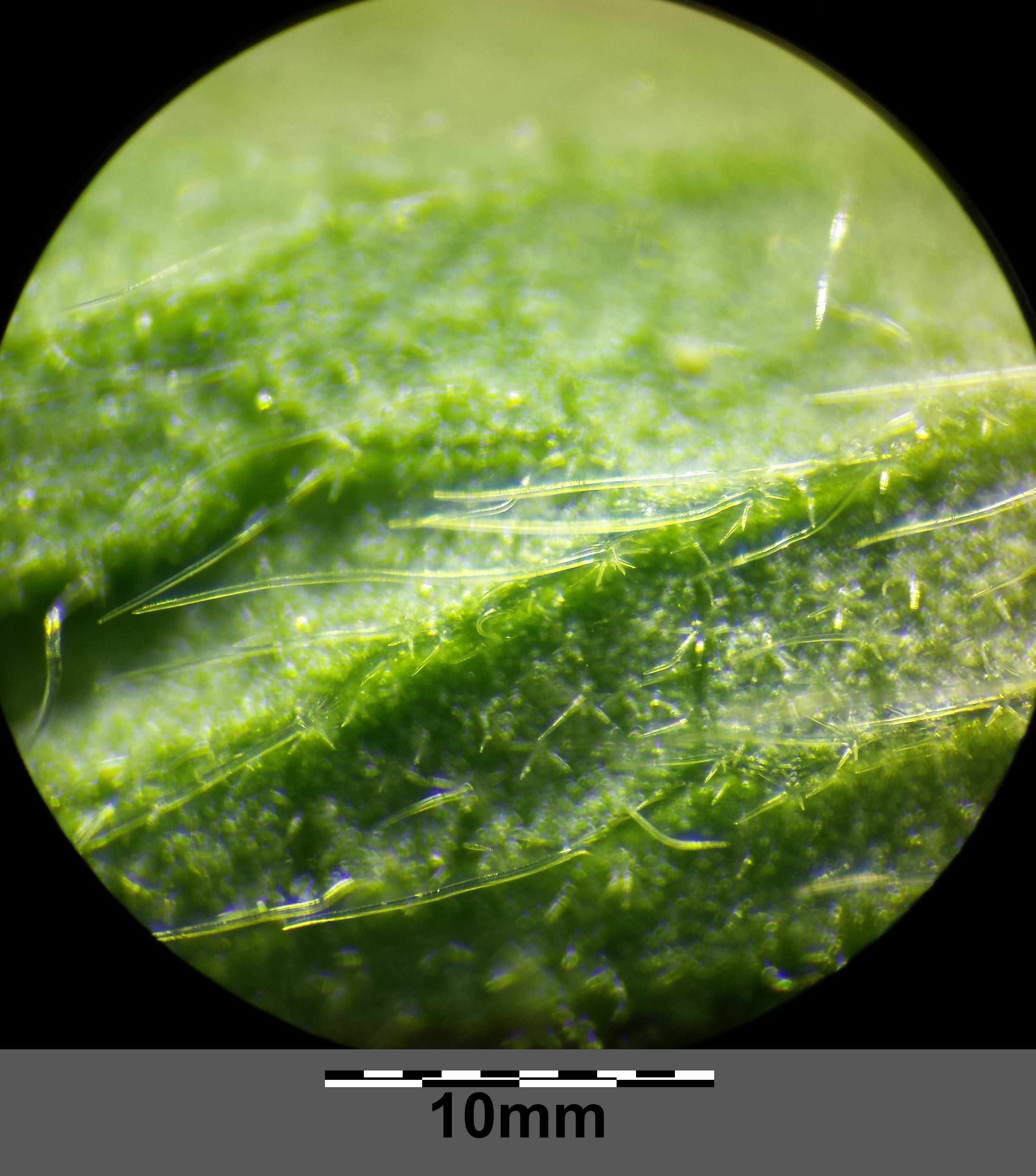
Die Laubblätter sind unterseits mit Büschelhaaren besetzt, bei denen der mittlere Strahl viel länger als die seitlichen Strahlen ist.

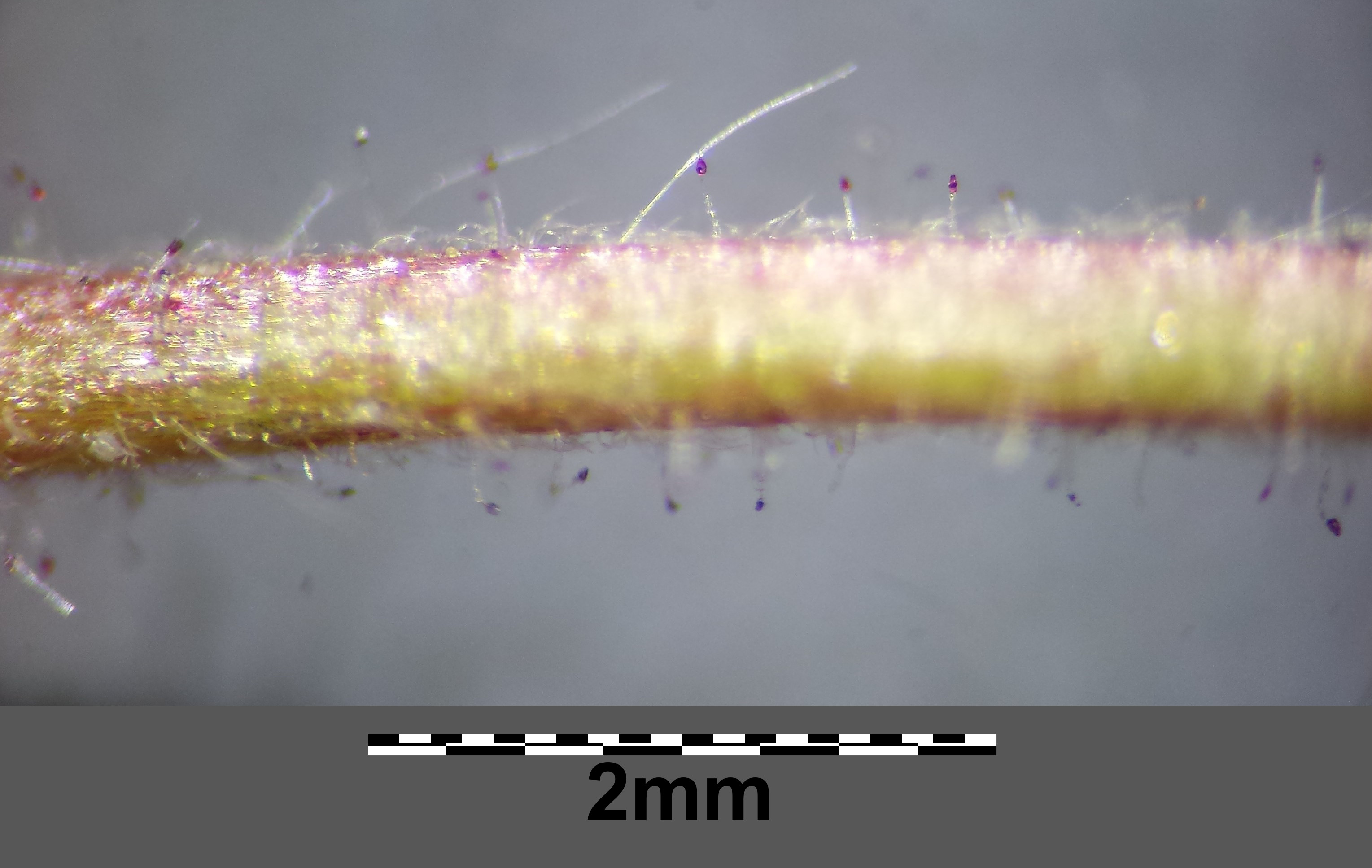
Die Blütenstiele sind mit Drüsenhaaren und bogig aufsteigenden drüsenlosen Haaren besetzt.

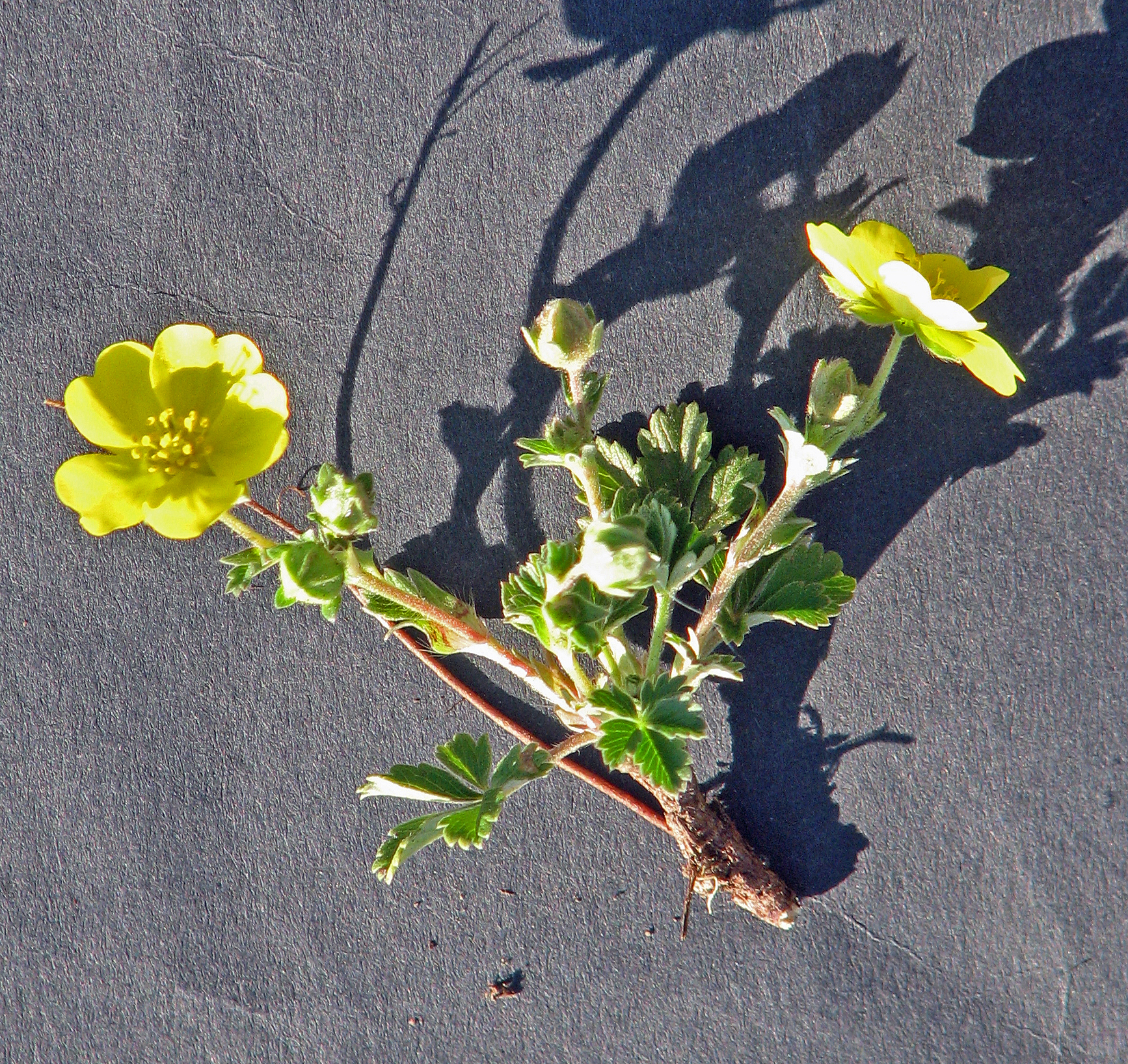
Sternhaariges Frühlings-Fingerkraut (Potentilla pusilla)

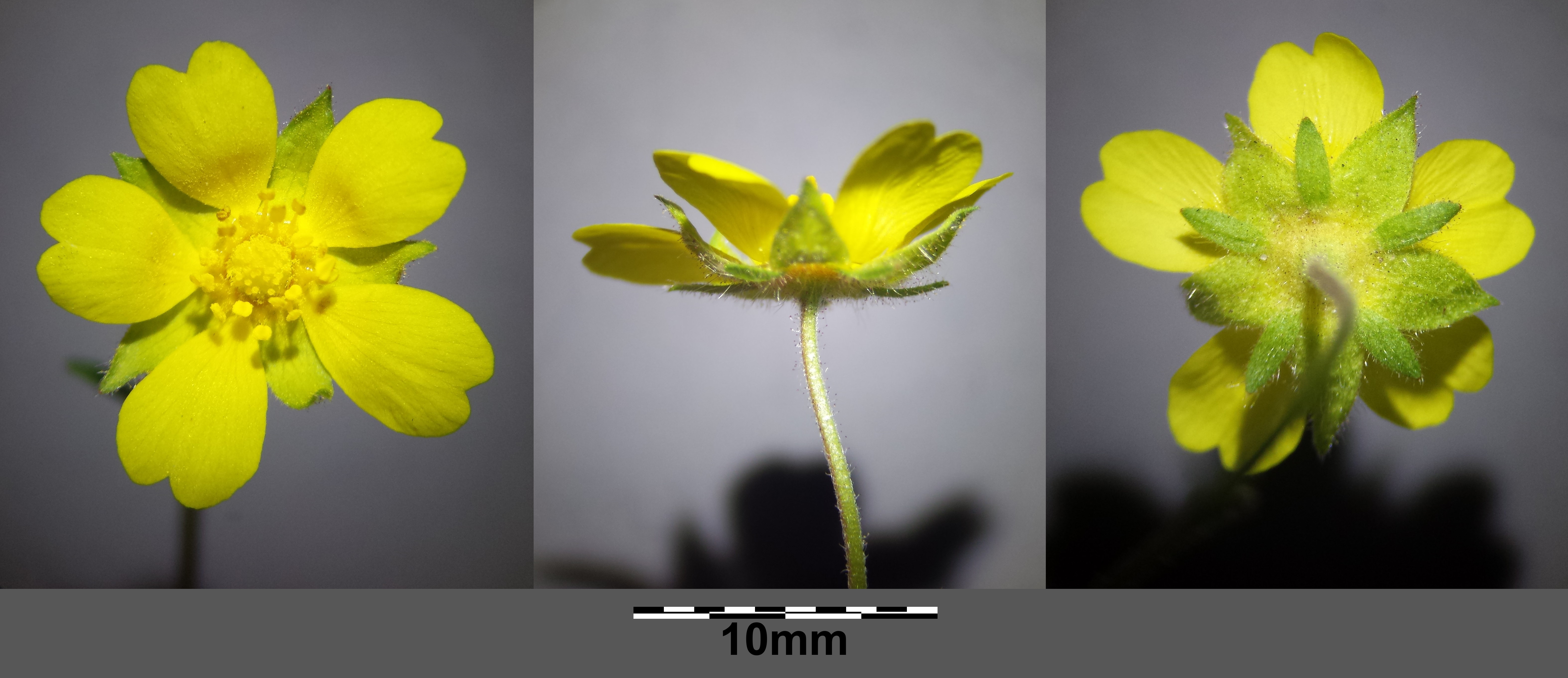
Blüte

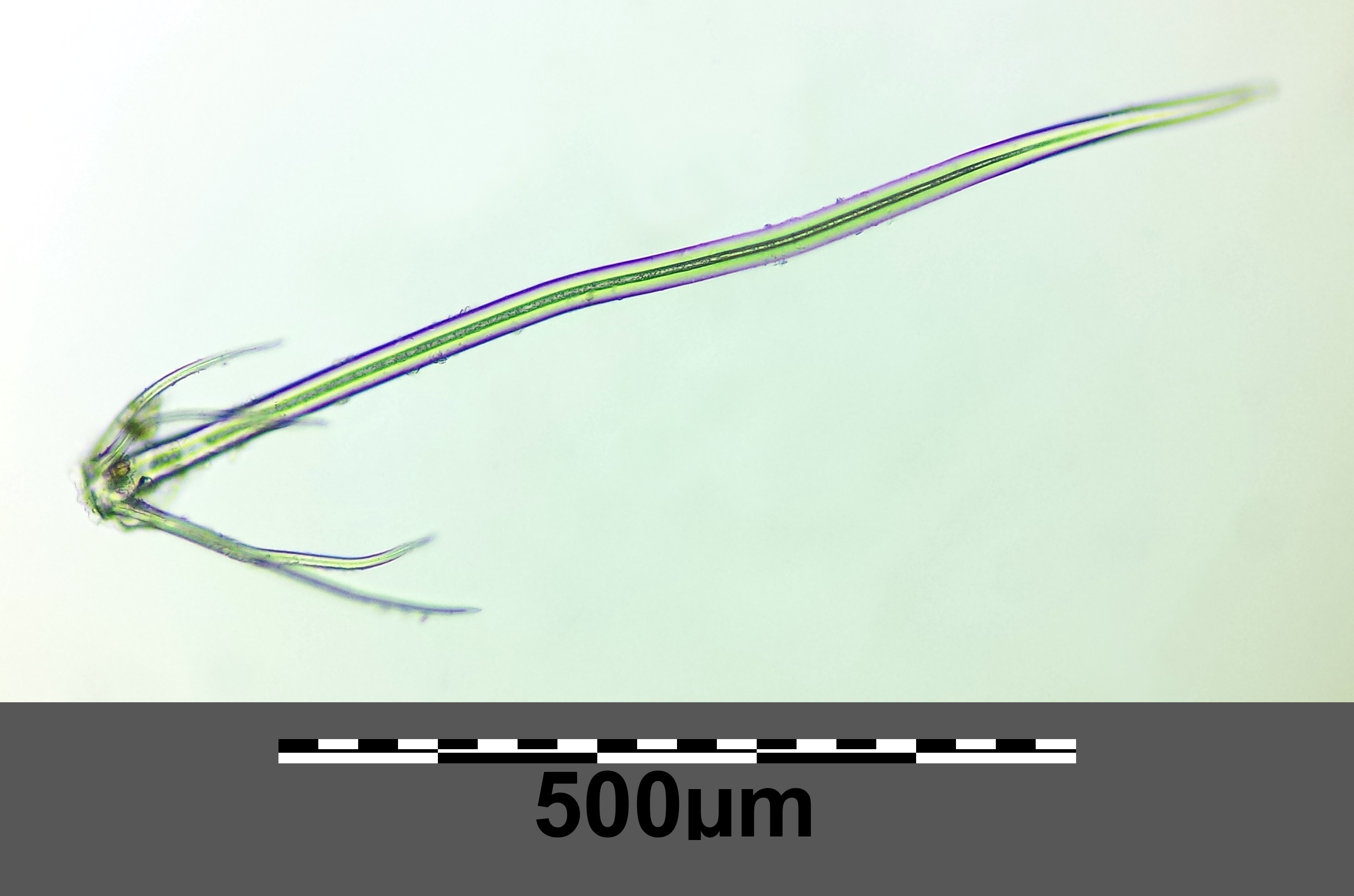
Büschelhaar von der Laubblattoberfläche

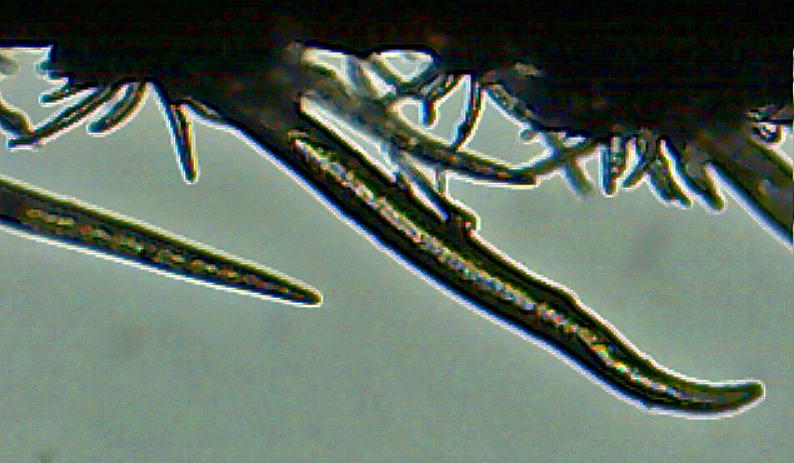
Charakteristische Zackenhaare des Flaum-Fingerkrautes.

Das  Sternhaarige Frühlings-Fingerkraut ist eine ausdauernde krautige Pflanze, die eine Wuchshöhe von 5 bis 15 Zentimeter erreicht. Da das Rhizom Ausläufer bildet kommt es zu einem rasenartigen Polsterwuchs. Die meist fünf- oder selten siebenteilig gefingerten Laubblätter sind mattgrün. Die Blättchen besitzen drei bis neun  Zähne. Die Laubblätter sind locker behaart und zeigen zumindest am Rand und unterseitig sternförmige Zackenhaare: auf kleinen Pusteln stehen zwei bis zwölf winzige (0,05 bis 0,1 mm lange) unverzweigte Einzelhaare, in deren  Mitte befindet sich ein kräftiges bis 1,2 mm langes Striegelhaar. Die Haare bilden jedoch keinen Haarfilz im Unterschied zum Sand-Fingerkraut (Potentilla arenaria). Die unteren Nebenblätter sind schmal lanzettlich.
Die Blütenstiele, die einzeln in den Laubblattachseln entspringen, sind kurz abstehend behaart und tragen fast immer langstielige Drüsenhaare. Die fünfzähligen Blüten weisen einen Durchmesser von 8 bis 12 Millimeter auf. Die goldgelben Kronblätter sind leicht ausgerandet.
Die Blütezeit reicht von April bis Juni.
Das Sternhaarige Frühlings-Fingerkraut weist eine vielstufige Ploidiereihe auf, mit den Chromosomenzahlen 2n=28, 35, 42, 49, 56 und 70.

## Ökologie
Die Bestäubung erfolgt durch Insekten.

## Vorkommen
Das Sternhaarige Frühlings-Fingerkraut ist eine rein europäische Pflanzenart, die im  ganzen Alpenraum von den Seealpen bis Niederösterreich verbreitet ist. Die Südgrenze ihres Areals läuft durch Oberitalien und Dalmatien bis nach Bosnien-Herzegowina. Im Osten verläuft die Verbreitungsgrenze durch  Westungarn, die Tschechische Republik und Polen. Ihr Vorkommen in der Slowakei ist fraglich. In Deutschland kommt das Sternhaarige Frühlings–Fingerkraut nicht nur in den Alpen und im Alpenvorland vor (in Baden-Württemberg aber möglicherweise verschollen), sondern findet sich auch in der Fränkischen Alb, und nach Norden bis ins Harzvorland und in die Oberlausitz. Als bestimmungskritische Art ist aber durchaus eine weitere Verbreitung möglich.
Dieses Fingerkraut bevorzugt trockene bis felsige Magerrasen und steigt in den Alpen bis in Höhenlagen von 2350 Metern. Es kommt aber auch auf sandigen Böden entlang von Flüssen vor, wie auch in lichten Kiefernwäldern, an Straßenböschungen und in Parkrasen. Es ist in Mitteleuropa eine Charakterart der Ordnung Festucetalia valesiacae. In den Allgäuer Alpen steigt es im Tiroler Teil am Südhang der Rotwand bis zu einer Höhenlage von 1300 Metern auf.

## Futterpflanze
Die Raupen mehrerer Würfel-Dickkopffalterarten der Gattung Pyrgus leben auf Blättern des Sternhaarigen Frühlings–Fingerkrauts, so etwa die Raupen vom Zweibrütigen Würfel-Dickkopffalter (Pyrgus armoricanus), vom Ambossfleck-Würfel-Dickkopffalter (Pyrgus onopordi), vom Südlichen Kleinen Würfeldickkopf (Pyrgus malvoides) u. a.